# شاماني سينيفيراتني
تشاماني روشيني سينيفيراتني (من مواليد 14 نوفمبر 1978) لاعبة كريكيت سريلانكية المولد تلعب حاليًا لمنتخب الإمارات العربية المتحدة كلاعبة إرسال يمينية ولاعبة مضرب يمينية. دولياً لعبت سابقًا لمنتخب سريلانكا بين عامي 1997 و2013م, وظهرت في مباراة اختبارية واحدة, و80 مباراة دولية ذات يوم واحد و32 مباراة توينتي دولية.
لقد سجلت القرن الوحيد لسريلانكا في اختبار الكريكيت للسيدات و ذلك برصيد 105 * ضد منتخب باكستان في أبريل 1998م , كما أصبحت أيضًا لاعبة المضرب الثامنة التي تسجل في أول ظهور لها بمباراة اختبار, وحققت الرقم القياسي لأعلى نقاط حققتها امرأة عندما ضربت عند رقم 8 أو أقل في اختبارات السيدات. سجلت 148 محاولة جري لها في أول ظهور لها كخامس أعلى نسبة من قبل لاعبة في أول مباراة اختبار لها. 
في مايو 2018م تم اختيارها ضمن تشكيلة الإمارات العربية المتحدة لبطولة تصفيات العالم توينتي للسيدات لعام 2018 . كما شاركت في بطولة توينتي الدولية للسيدات (WT20I) مع منتخب دولة الإمارات العربية المتحدة ضد منتخب هولندا في تصفيات العالم لبطولة توينتي في 7 يوليو 2018م.
في 19 فبراير 2019م حصلت في مباراة تصفيات آسيا للسيدات 2019 ضد الكويت على أول مسافة بخمس ويكيت لها في بطولة WT20I. في يونيو 2020م فقدت مركزها الرياضي في أبو ظبي بسبب جائحة كوفيد-19 .

## روابط خارجية
- شاماني سينيفيراتني at ESPNcricinfo  شاماني سينيفيراتني at ESPNcricinfo